# Silencio administrativo
Se denomina silencio administrativo al hecho de que cuando un ciudadano solicita algo a la Administración Pública (Estado, Ayuntamiento, Gobierno…) puede darse el caso de que ésta no responda. La Ley establece que en ciertos casos el silencio administrativo es positivo, lo que significaría que lo que se solicita es concedido. Sin embargo lo más corriente es que el silencio administrativo sea negativo, en cuyo caso el ciudadano no sabe que, transcurrido el plazo legal, puede recurrir la referida negativa ante instancias superiores.
El silencio administrativo es una de las formas posibles de terminación de los procedimientos administrativos. Lo característico del silencio es la inactividad de la Administración cuando es obligada a concluir el procedimiento administrativo de forma expresa y a notificar la resolución al interesado dentro de un plazo determinado.
El silencio administrativo opera como un mecanismo que permite, en caso de inactividad por falta de resolución en procedimientos administrativos, imputar a la administración de que se trata un acto administrativo presunto, que tendrá la condición de verdadero acto, en caso de que las reglas del silencio lo configuren como estimatorio y que, por el contrario, será mera ficción jurídica, si se configura como desestimatorio.
No están sujetos al régimen de silencio los procedimientos de mediación, arbitraje y conciliación, así como aquellos terminados por pacto o convenio. Esta técnica es correlativa, en los procedimientos iniciados a solicitud del interesado, al deber de dictar resolución expresa en todos los procedimientos y a notificarla, que pesa sobre la administración pública y ha sido expuesto con anterioridad; deber que existe en todo procedimiento, cualquiera que sea su forma de iniciación

## Efectos
El sentido positivo o negativo del silencio administrativo es el que en cada caso establece la norma reguladora del procedimiento (en España el art. 24 de la Ley 39/2015). Pero, a falta de previsión específica, la regla general es:
a) Sentido positivo del silencio administrativo en los procedimientos iniciados a instancia de parte.

Dicha norma general está sometida a las siguientes excepciones y limitaciones:
1) El Silencio administrativo no puede amparar la transferencia de facultades sobre bienes de dominio público ni sobre servicios públicos.
2) No puede reconocer ex novo derechos o pretensiones que carezcan de un reconocimiento legal previo.
3) No puede reconocer facultades y derechos a quienes carecen de los presupuestos esenciales para ostentarlos.
4) No puede resolver favorablemente los recursos administrativos o reclamaciones, salvo cuando se trate de un recurso de alzada interpuesto contra un acto administrativo presunto resuelto por silencio negativo.
b) Sentido negativo en los procedimientos iniciados de oficio (art. 44 Ley 30/1992).

El silencio negativo es una ficción jurídica que solo posibilita la impugnación del acto administrativo presunto. 
En el momento en que ocurre el silencio administrativo, el ciudadano tiene abierta la vía para acceder a la siguiente instancia administrativa o a la jurisdicción contenciosa administrativa.

### Acto presunto
Un acto presunto en Derecho administrativo es la consecuencia jurídica de la inacción de la Administración. Si bien no se trata de un acto administrativo propiamente dicho, la ley da valor al silencio administrativo (la falta de respuesta a favor o en contra) asimilándolo a un acto administrativo, permitiendo al administrado seguir defendiendo sus intereses mediante los recursos pertinentes.
- En el caso del silencio administrativo positivo, la ley dicta que se presume que la administración ha respondido afirmativamente a la petición realizada, con todas sus consecuencias jurídicas.
- En el caso del silencio administrativo negativo (la ley entiende denegada la petición) es en realidad una ficción procesal, que permite acceder a la siguiente instancia administrativa, o en su caso, al proceso contencioso-administrativo.

La instauración del acto presunto es una garantía en favor del administrado, que le permite defenderse en vía contenciosa y evitar que la administración, en lugar de responder y enfrentarse a un presumible recurso, directamente no conteste y no de lugar a plantear un recurso a su respuesta.

## Regulación por países

### España
En España el sentido por defecto del silencio administrativo es estimativo, aunque en la práctica, hay tantas excepciones, que casi nunca se da. Sin embargo, es muy importante el silencio estimativo en el caso de procedimientos de sanción. En este caso, si la Administración pública no responde en tiempo y forma a un recurso administrativo, se le da la razón al administrado, y la sanción se tiene por no puesta.
El silencio administrativo se regula en los artículos 24 y 25 de la Ley 39/2015. 

#### Plazos obligatorios para la notificación de las resoluciones
Que un acto sea expreso o presunto, la Administración Pública está obligada a dictar resolución expresa en todos los procedimientos y a notificarla cualquiera que sea su forma de iniciación (art. 21 Ley 39/2015). El art. 21.3 Ley 39/2015 impone plazos obligatorios para la notificación de las resoluciones. El plazo máximo en el que debe notificarse la resolución expresa será el fijado por la norma reguladora del correspondiente procedimiento, que no podrá exceder de seis meses, salvo que una norma con rango de ley establezca uno mayor o así venga previsto en la normativa comunitaria europea. Cuando las normas reguladoras de los procedimientos no fijen el plazo máximo, éste será de tres meses. El plazo en los procedimientos iniciados de oficio se contará desde la fecha del acuerdo de iniciación y, en los iniciados a solicitud del interesado, desde la fecha en que la solicitud haya tenido entrada en el registro del órgano competente para su tramitación (art. 42.3 Ley 30/1992).

#### En procedimientos iniciados por el interesado
En los procedimientos iniciados a solicitud de interesado, el vencimiento del plazo máximo sin haberse notificado resolución expresa legítima al interesado que hubieran deducido la solicitud para entenderla estimada o desestimada por silencio administrativo según proceda, sin perjuicio de la resolución expresa que la Administración debe dictar.
Los interesados podrán entender estimadas, por silencio, sus solicitudes en todos los casos, salvo que una norma con rango de ley o norma de Derecho Comunitario Europeo establezca lo contrario. 
El silencio no es estimatorio, -es decir, es desestimatorio- en los procedimientos de ejercicio del derecho de petición, a que se refiere el Art. 29 de la Constitución española de 1978 ni aquellos cuya estimación tuviera como consecuencia que se transfirieran al solicitante o a terceros facultades relativas al dominio público o al servicio público.
El silencio tiene efecto desestimatorio en los procedimientos de impugnación de actos y disposiciones. No obstante, cuando el recurso de alzada se haya interpuesto contra la desestimación (por silencio administrativo) de una solicitud por el transcurso del plazo para resolver, se entenderá estimado si, llegado el plazo de resolución, el órgano administrativo competente no dicte resolución expresa sobre el recurso. Es una forma de fomentar que se dicte resolución expresa.

#### En procedimientos iniciados de oficio
En los procedimientos iniciados de oficio, el vencimiento del plazo máximo para resolver, sin que se haya dictado y notificado resolución expresa, no exime a la Administración del cumplimiento de la obligación legal de resolver, produciendo los siguientes efectos:
1. Desestimatorio: en el caso de procedimientos de los que pudiera derivarse el reconocimiento o, en su caso, la constitución de derechos u otras situaciones jurídicas individualizadas.
2. Se producirá la caducidad: en los procedimientos en que la Administración ejercite potestades sancionadoras o, en general, de intervención, susceptibles de producir efectos desfavorables o de gravamen.

En los supuestos en los que el procedimiento se hubiera paralizado por causa imputable al interesado, se interrumpirá el cómputo del plazo para resolver y notificar la resolución.

### Chile
La ley 19.880, de Bases del Procedimiento Administrativo, establece en el art. 64 el principio del silencio positivo, por el cual trascurrido el plazo legal para que una autoridad o institución administrativa resuelva sobre una petición o finalice un procedimiento ya iniciado, el interesado puede señalar al mismo órgano el vencimiento del plazo, debiendo éste acusar recibo del reclamo y elevar los antecedentes al superior jerárquico en el plazo de 24 horas. Si ese órgano no resuelve en el plazo de 5 días desde la recepción del reclamo, se entenderá como aceptada la solicitud del interesado reclamante.
En tanto, el art. 65 de la misma establece el silencio negativo como excepción a la regla del artículo anterior, en los siguientes casos:
1. Cuando se vea afectado el patrimonio fiscal.
2. Cuando deba pronunciarse sobre impugnaciones o revisiones de actos administrativos.
3. En el ejercicio del derecho de petición del art. 19 N° 14 de la Constitución.

El art. 66 señala que los efectos de ambos tipos de silencio son equivalentes al de una resolución de término.

### Italia
La ley n. 241/1990, de Nuevas normas del procedimiento administrativo, establece en el art. 2, la obligación  por las Administración de finalizar un procedimiento con un acto expreso, en el término establecido por la ley (30 días naturales, si la ley o un reglamento no establece un plazo diferente). En general, en el sistema administrativo italiano hay tres diferentes tipos de silencio. El silenzio inadempimento (silencio-inactividad), el silenzio rigetto (silencio-desestimatorio) y el silenzio assenso (silencio-estimatorio). La regla general es la del silenzio inadempimento: trascurrido el plazo legal para que una autoridad finalice un procedimiento, el interesado puede señalar al Tribunal Administrativo Regional el vencimiento del plazo, pero solo para el reconocimiento de su interés legitimo de obtener un acto expreso por la Administración. El silenzio inadempimento no tiene sentido de acto presunto. Su única razón es la posibilidad de interponer recurso contencioso-administrativo. El silenzio rigetto, que encontramos en algunos sectores especiales (como en las instancias para obtener documentos públicos), es muy raro y es un acto presunto: trascurrido el plazo legal para que una autoridad finalice un procedimiento, la falta de respuesta representa el desistimiento. Este silencio tiene que ser recurrido en los plazos de ley (en general, 60 o 120 días naturales). El silenzio assenso es un acto presunto estimatorio.

### México
En el sistema jurídico mexicano, el silencio administrativo, trae como consecuencia que se actualice la figura de Resolución negativa ficta, es decir, que en caso de que la administración pública omita dar respuesta expresa a una solicitud o recurso legal, esta se entenderá como contestada en sentido negativo y dejara al interesado expedita la vía para impugnar dicha resolución negativa en un Procedimiento Contencioso Administrativo, por supuesto, esto tiene sus excepciones, y tal es en el caso de que la ley específica que regula la materia del acto sobre el que recae la solicitud o recurso establezca específicamente la figura de Resolución afirmativa ficta, en cuyo caso, ante el silencio de la autoridad la solicitud o recurso se entenderá como resuelto a favor del solicitante o recurrente.

### Perú
En el Perú, bajo el TUPA de la ley de transparencia, el derecho administrativo está regulado por el Texto Único Ordenado de La Ley General de Procedimientos Administrativos aprobado con Decreto Supremo N° 006-2017-JUS. Los artículos 35°, 36° y 37° para el silencio positivo, y el 38° para el silencio negativo. Además, el Decreto Legislativo Nº 1272 derogó a la Ley Nº 29060 que precisaba la aplicación del SAP y el SAN, y sus efectos.
La presente ley tiene como características lo siguiente: De acuerdo a lo dispuesto en el artículo 1° de la referida norma, los procedimientos de evaluación previa se encuentran sujetos al silencio positivo, cuando se trate de alguno de los siguientes supuestos:
Ejercicio de derechos preexistentes o actividades económicas que requieren autorización previa por parte del Estado; salvo (i) Aquellos actos en los que se afecte significativamente el interés público, incidiendo en la salud, el medio ambiente, los recursos naturales, la seguridad ciudadana, el sistema financiero y de seguros, el mercado de valores, la defensa comercial; la defensa nacional y el patrimonio histórico cultural de la nación; (ii) En aquellos procedimientos trilaterales y en los que generen obligación de dar o hacer del Estado, (iii) Autorizaciones para operar casinos de juego y máquinas tragamonedas, (iv) Procedimientos por los que se transfiera facultades de la administración pública; y, (v) Aquellos procedimientos de inscripción registral.
Recursos administrativos destinados a cuestionar la desestimación de una solicitud o actos administrativos anteriores.
Procedimientos en los cuales la trascendencia de la decisión final no pueda repercutir directamente en administrados distintos del peticionario, mediante limitación, perjuicio o afectación a sus intereses o derechos legítimos.
Los “Lineamientos para elaboración y aprobación de TUPA y disposiciones para el cumplimiento de la Ley del Silencio Administrativo”, aprobados mediante Decreto Supremo N° 079-2007-PCM publicado el 8 de septiembre de 2007, describen los parámetros a tener en cuenta por las Entidades Públicas en la elaboración de sus correspondientes TUPA, así como las acciones que debe realizar cada Entidad para la aprobación de los mismos, detallando el procedimiento a seguir a tal efecto. Esta norma también aprueba el “Formato de declaración jurada de silencio administrativo positivo” a que se refiere el artículo 3° de la Ley N° 29060, cuyo cargo de recepción constituirá prueba suficiente de la resolución aprobatoria ficta de la solicitud o trámite iniciado para el caso de procedimientos con silencio administrativo positivo.
La derogada Ley N° 29060 también disponía el seguimiento de los procedimientos administrativos de parte del órgano de control interno de las entidades de la Administración Pública. Dicho órgano supervisará en adelante el cumplimiento de los plazos, requisitos y procedimientos a fin de que sean tramitados de acuerdo a lo establecido en el Texto Único de Procedimientos Administrativos -TUPA correspondiente, y elevará al Titular del Pliego un informe mensual sobre el estado de los procedimientos administrativos iniciados, así como sobre las responsabilidades en que hubieran incurrido los funcionarios o servidores públicos que incumplan con las normas de la Ley del Procedimiento Administrativo General, la Ley del Silencio Administrativo, y aquellos que hayan sido denunciados por los administrados.
Finalmente, en el artículo 7° de la Ley N° 29060 ahora derogada, se establecían las responsabilidades de los administrados que hacen uso indebido de la declaración jurada del silencio administrativo positivo antes mencionada, pues ante una declaración falsa o errónea, estarán en la obligación de resarcir los daños ocasionados y serán denunciados penalmente conforme la legislación de la materia por la entidad de la Administración Pública afectada, sin perjuicio de lo dispuesto en el artículo 32°.3 de la Ley N° 27444, pudiendo declararse la nulidad del acto administrativo objeto de la declaración falsa.